# Mangrove Bay
Mangrove Bay ist eine Bucht im Pentecost River im Scambridge Gulf im australischen Bundesstaat Western Australia.
Mangrove Bay ist 4,5 Kilometer breit und 700 Meter tief. Die Küstenlänge beträgt 4,8 Kilometer. Vor der Bucht liegt die Insel Saville Island.